# ایر ایتالیا
ایر ایتالیا (به انگلیسی: Air Italy) یک شرکت هواپیمایی با کد یاتا I9 است که در تاریخ ۲۰۰۵ میلادی تأسیس شده است.
دفتر مرکزی ایر ایتالیا در گالاراته، ایتالیا واقع شده‌است.

## ناوگان هوایی

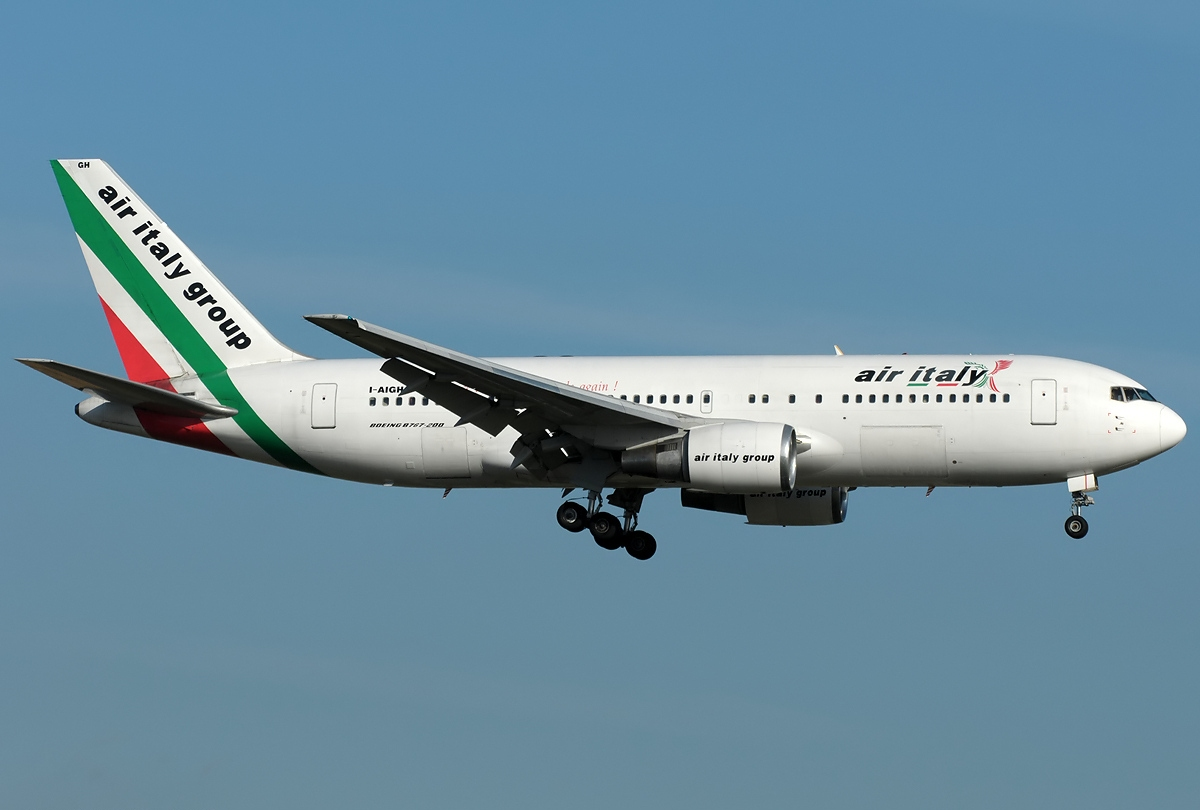
بوئینگ ۷۶۷ ایر ایتالیا.